# Альбіццате
Альбіццате (італ. Albizzate, п'єм. Albizzate) — муніципалітет в Італії, у регіоні Ломбардія, провінція Варезе.
Альбіццате розташоване на відстані близько 520 км на північний захід від Рима, 45 км на північний захід від Мілана, 12 км на південь від Варезе.
Населення — 5349 осіб (2014).
Щорічний фестиваль відбувається 26 серпня. Покровитель — святий Алессандро.

## Демографія
Населення за роками:

Станом на 1 січня 2023 року в муніципалітеті офіційно проживали 332 іноземці з 42 країн, серед них 28 громадян країн Євросоюзу та 38 громадян України.

## Сусідні муніципалітети
- Каронно-Варезіно
- Кастронно
- Єраго-кон-Ораго
- Сольб'яте-Арно
- Суміраго

## Галерея

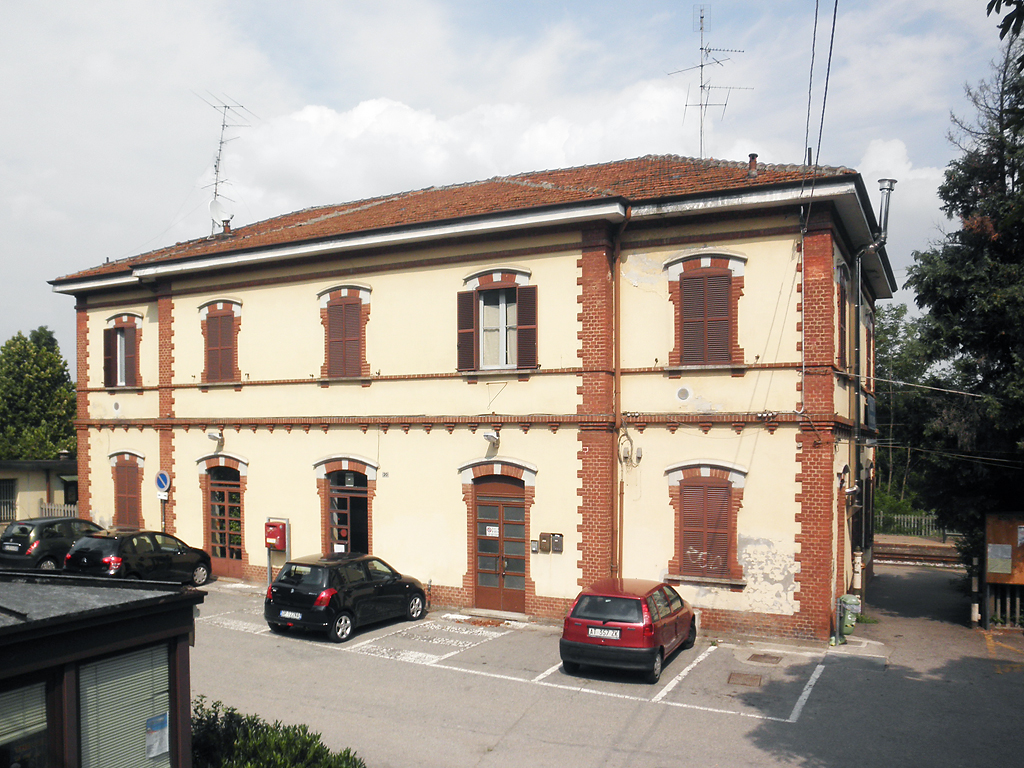
Залізнична станція
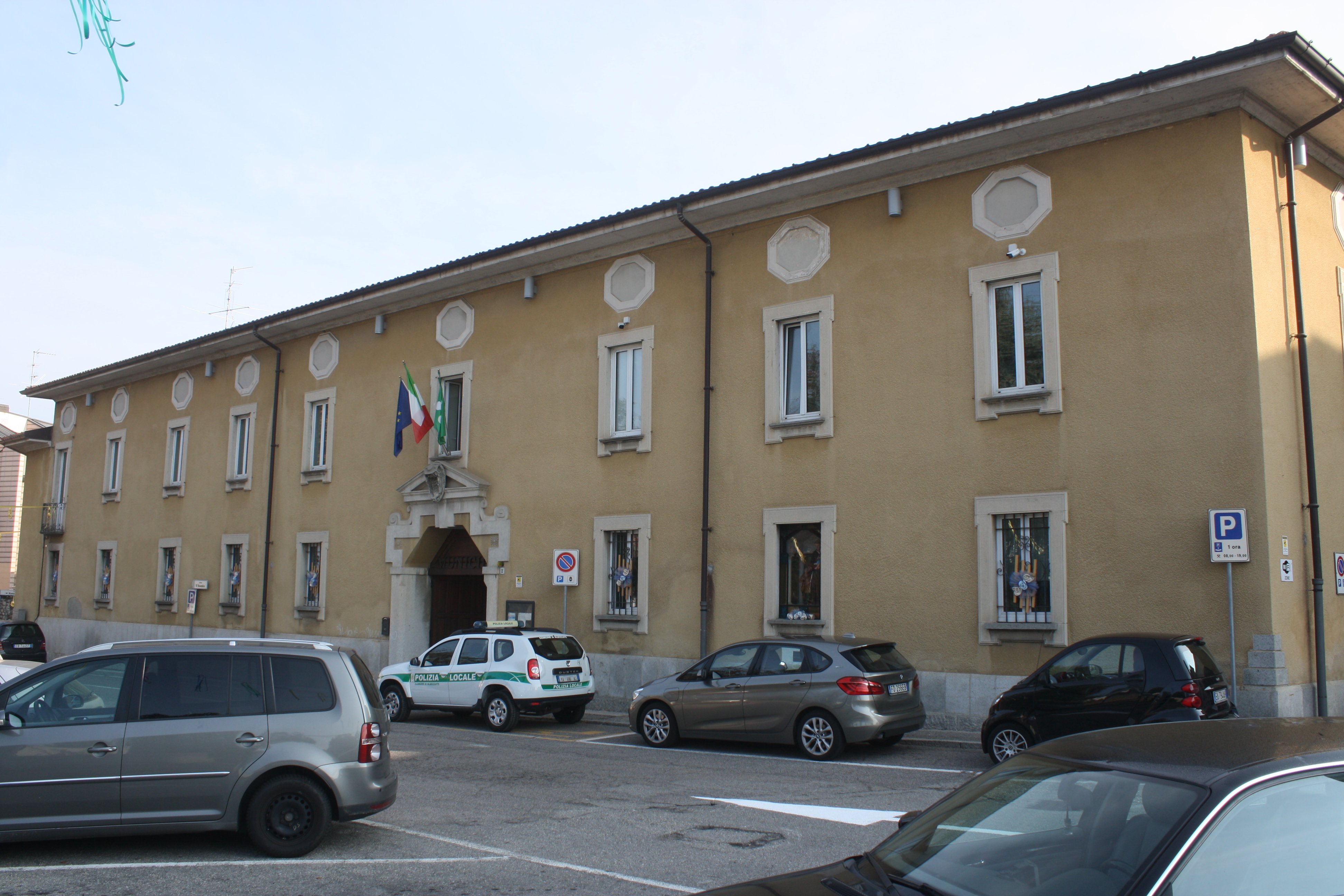
Вілла Таверна
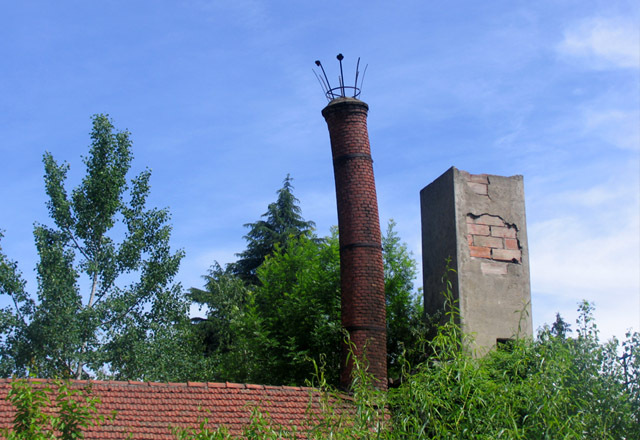
Панорама